# 해룡 (미사일)

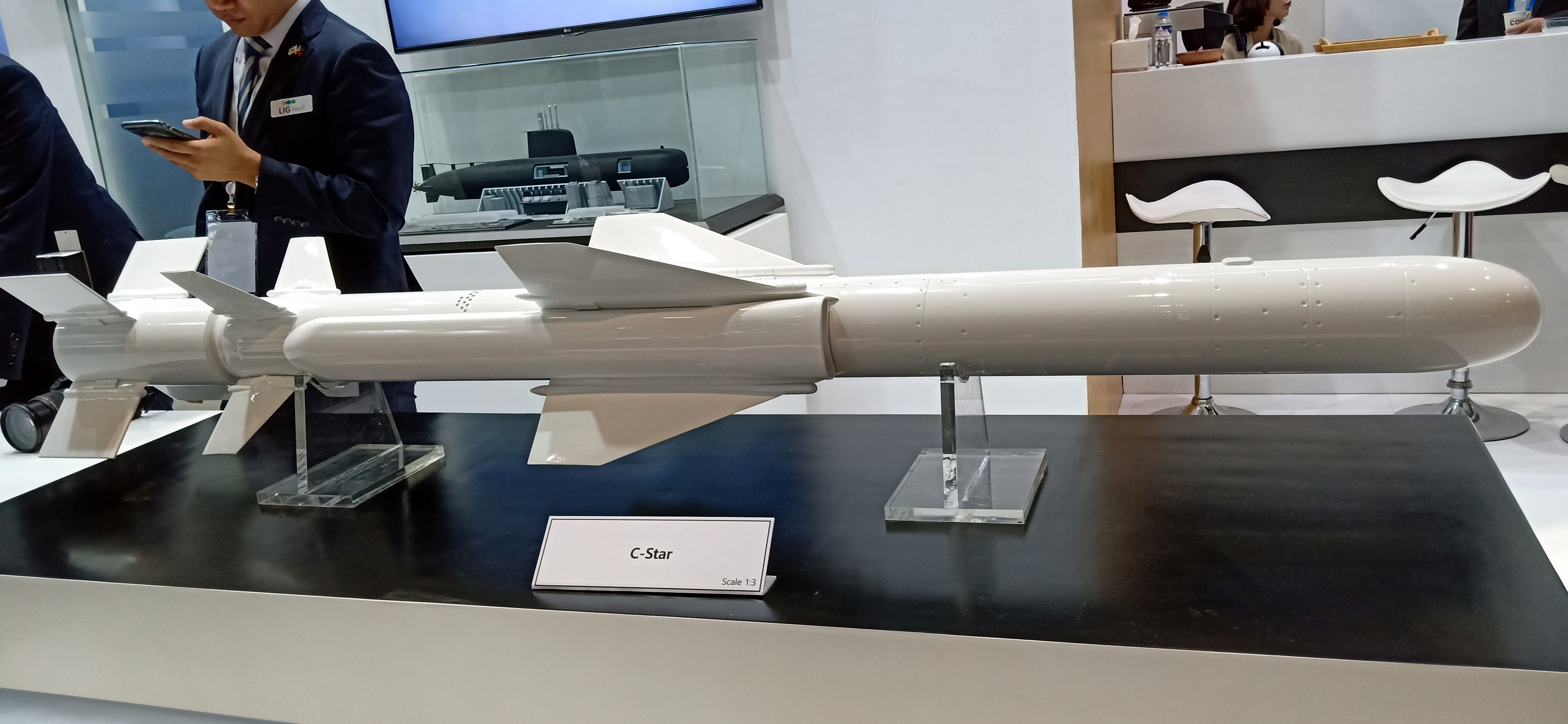
해성 미사일. 해룡과 외양이 같다.

전술함대지유도탄(Tactical Surface Launch Missile, TSLM)은 대한민국의 함대지 미사일이다. 해룡이라고 부른다.

## 역사
해군 호위함에 탑재되는 전술함대지유도탄은 적 해안와 지상의 표적을 타격하는 정밀 유도무기 체계로 장갑 차량을 관통할 수 있는 자탄(子彈) 수백개가 분산, 폭발하면서 축구장 2개 면적을 초토화할 수 있다. 사거리는 200여 km에 이르는 것으로 알려졌다. 2011년부터 7년간 개발했다. 기울여 발사할 수 있는 경사형 전술함대지유도탄은 2014년 개발을 마쳐 2016년 실전 배치되기 시작했고, 2017년 3월에 수직형 개발이 끝났다.
전술함대지유도탄 해룡은 대함유도탄인 해성 미사일을 개량해 지상목표 공격용 클러스터 탄두를 장착한 무기체계다. 해룡은 지휘시설, 유도탄 기지, 해안포, 레이더 기지 등을 타격하는 역할을 한다. 해룡은 해성 미사일과 외형이 같기 때문에 경사형 발사관과 수직발사관에서 모두 운용할 수 있다는 장점이 있다.

## 사거리
여러 가지 보도가 있다.
2016년 6월 1일, 국방과학연구소(ADD)는 안흥시험장에서 개발업체인 LIG넥스원과 함께 경사형 전술함대지유도탄 1발을 발사한 결과 사거리 200km의 최대사거리 등 14개 항목에 모두 합격했다.
대전함 진수식 뉴스에서는 사거리 250여 km라고 보도되었다.

## 제원
- 엔진: 한화에어로스페이스 SS-760K 터보팬 엔진 4.448 kN 추력
- 발사 중량: 718 kg (런처포함 1,016kg)
- 길이: 5.46 m
- 직경: 0.54 m
- 속력: 마하 0.95 (1162.8km/h)
- 사거리: 250 km
- 탄두: 250 kg
- 유도: 관성항법, GPS
- 발사 플랫폼: 초계함, 호위함, 구축함